# Edmond Costère
Edmond Costère (Bourg, 2 de maio de 1905 - ?) é o pseudônimo de Edouard Coester, teórico musical francês. Obteve formação em direito, exercendo a profissão de magistrado na Suprema Corte Francesa. O pseudônimo Edmond Costère era utilizado exclusivamente nas atividades artísticas de Edouard Coester, de modo a separar radicalmente sua profissão dessas atividades.

## Biografia
Oriundo de uma família de músicos (o pai era violinista e seus dois irmão eram violista e violoncelista), Edouard Coester estudou piano desde cedo e mantinha contatos diretos com importantes compositores franceses, como Boulez, Messiaen e Jolivet. Contudo, ele se considerava autodidata em teoria e composição musical.
A partir de 1930, Costère dedicou-se à pesquisa e à formulação de uma teoria científica da música. Sua produção, como compositor, é pequena e pouco expressiva, constituindo-se de peças para piano, uma sonata para viola e um quarteto de cordas.
Em 1958 doutorou-se em música pela Universidade de Paris, defendendo a tese Ensaio de uma Disciplina Geral das Harmonias Musicais e, em 1970, foi indicado para a Faculdade de Letras de Vincennes, onde ministrou o curso intitulado Sistemas e Linguagens da Música.
Sua produção, segundo Ellard em 1973, engloba a publicação de dois livros, seis artigos, uma tese de doutorado e 51 verbetes na Fasquelle Encyclopédie de la Musique. Sua participação nesta enciclopédia foi particularmente expressiva, devido ao teor e à natureza dos tópicos abordados. A Fasquelle Encyclopédie de la Musique se apresenta em uma versão espanhola com o título de Enciclopedia Salvat de la Musica. 
As teorias de Edmond Costère começam a ser delineadas em torno dos anos de 1930. Contudo ela se apresenta de maneira mais formal e extensa em 1958, com a publicação de seu primeiro livro, Lois et Styles des Harmonies Musicales. Em seu segundo livro, Mort ou Transfigurations de l'Harmonie, de 1962, sua teoria apresenta-se revista e ampliada pelo enfoque analítico.

## Leituras adicionais
- ELLARD, Brian Joseph. Edmond Costère's Lois et Styles des Harmonies Musicales. University of Rochester, Eastman School of Music, 1973.
- MENEZES FILHO, Florivaldo. Apoteose de Schoenberg: Ensaio sobre os Arquétipos da Harmonia Contemporânea. São Paulo: Nova Stella, Editora da Universidade de São Paulo, 1987.
- RAMIRES, Marisa. A Teoria de Costère: Uma Perspectiva em Análise Musical. São Paulo: UniFMU, FIAM, FAAM, 2001.
- WISNIK, José Miguel. O Som e o Sentido. São Paulo: Companhia das Letras, 1989.